# Paligorskit
Paligorskit ali atapulgit je magnezijev aluminijev filosilikat s kemijsko formulo (Mg,Al)2Si4O10(OH) • 4H2O. Mineral kristalizira v monoklinskem kristalnem sistemu v obliki igličastih kristalov, vlaken ali masivih skupkov bele do sive barve.

## Ime
Ime palgorskit je dobil po svoji tipski lokaciji Paligorskaja na Uralu (Rusija), kjer so ga našli in prvič opisali leta 1862.
Ime atapulgit je dobil po ameriškem mestu Attapulgus v skrajnem jugozahodnem delu Georgije, kjer je zelo pogost in ga kopljejo v odprtih kopih. 

## Prazgodovinska raba
Paligorskit in indigo sta bili ključni komponenti pigmenta majevsko modro, ki so ga Maji uporabljali za barvanje teles, stenske poslikave in barvanje keramike, zelo verjetno pa tudi za barvanje tekstila. Mineral so uporabljali tudi v zdravilstvu in kot dodatek k lončevini. Vir majevskega paligorskita je bil nenan vse so 1960. let, ko so ga odkrili v eni od cenotes na polotoku Jukatanu. Drugi možni vir so odkrili leta 2005 blizu Ticula na Jukatanu.

Majevsko modro so poznale in uporabljale tudi druge srednjeameriške civilizacije, na primer Azteki. 

## Sodobna raba
Atapulgitne gline so zmes smektita in paligorskita. Smektitna komponenta v vodi nabreka, paligorskitna komponenta pa ima igličasto strukturo, ki ne nabreka in ne ekspandira. Paligorskit v sladki in slani vodi tvori gel, v katerem so delci povezani z vodikovimi vezmi. Suspenzije atapulgitne gline v vodi se zato uporabljajo kot mazivo in hladilno sredstvo pri vrtanju v kamnine, ki so onečiščene s soljo. 
Atapulgitne gline se uporabljajo tudi kot polnilo za barvne premaze, tesnilna sredstva, lepila, katalizatorje, suspenzivna umetna gnojila, sredstva za gašenje požarov v naravi, premaze v livarstvu, dodatek k živalski hrani in veziva v molekularnih sitih.
Paligorskit veže kisline in toksine v želodcu in prebavnem traktu, zato se na široko uporablja tudi v medicini. Uporablja se tudi kot antidiaretik, ker po mnenju strokovnjakov absorbira bakterije ali klice, ki povzročajo diarejo.

## Nahajališča
V Sloveniji se paligorskit najde v idrijskem rudniku živega srebra.